# ニューアーク (ニュージャージー州)
ニューアーク（英: Newark 英語発音: [ˈnuː.ərk, ˈnʊərk]、実際の発音はノークに近い）は、アメリカ合衆国ニュージャージー州のエセックス郡にある都市。同郡の郡庁所在地である。人口は約31万人（2020年）で州内最大の都市である。ニューヨークと経済的な繋がりが強い。

## 概要

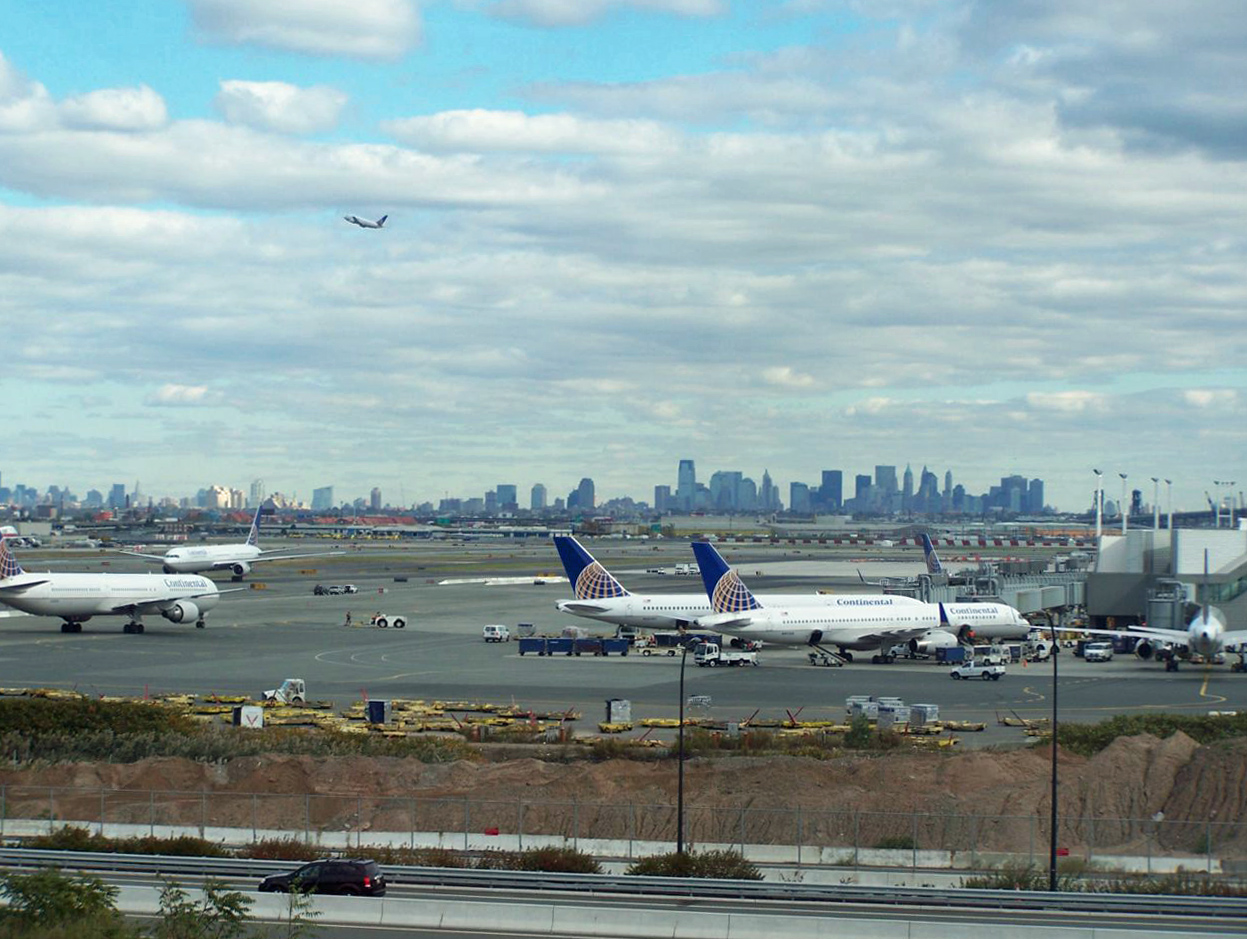
ニューアーク・リバティー国際空港

ニューヨーク市より西に約13kmのニュージャージー州北東部、「ゲートウェイ地区」に位置し、ニューヨーク都市圏に含まれる地域で2番目に大きな都市である。米国東海岸最大のニューヨーク・ニュージャージー港の主要コンテナターミナルであるニューアーク港・エリザベス海上ターミナルと、ニューアーク・リバティー国際空港がある。

## 人口動勢
この都市の人種的な構成は白人26.52%、アフリカン・アメリカン53.46%、先住民0.37%、アジア系1.19%、太平洋諸島系0.05%、その他の人種14.05%、及び混血4.36%である。なお、人口の29.47%はヒスパニックまたはラテン系である。
この都市内の住民は27.9%が18歳未満の未成年、18歳以上24歳以下が12.1%、25歳以上44歳以下が32.0%、45歳以上64歳以下が18.7%、及び65歳以上が9.3%にわたっている。中央値年齢は31歳である。女性100人ごとに対して男性は94.2人である。18歳以上の女性100人ごとに対して男性は91.1人である。
この都市内の世帯ごとの平均的な収入は26,913米ドルであり、家族ごとの平均的な収入は30,781米ドルである。男性は29,748米ドルに対して女性は25,734米ドルの平均的な収入がある。この都市の一人当たりの収入 (per capita income) は13,009米ドルである。人口の28.4%及び家族の25.5%の収入は貧困線以下である。全人口のうち18歳未満の36.6%及び65歳以上の24.1%は貧困線以下の生活を送っている。

## 交通機関

### 空港
- ニューアーク・リバティー国際空港

ユナイテッド航空は本空港をハブ空港として位置づけ、全米各地をはじめ南米やヨーロッパに路線網を広げている。

### 鉄道
- ペンシルベニア駅（ニューアーク・ペン・ステーション、Newark Penn Station）：ニュージャージー・トランジットやパストレイン、アムトラック、ニューアーク・ライトレールなどの鉄道が乗り入れるニューアークの中央駅。
  - ニュージャージー・トランジット (New Jersey Transit) ：ニューヨークとニュージャージー州の州都トレントンとを結ぶ近郊鉄道がニューアークを通っている。
  - パストレイン (PATH Train) ：マンハッタンまで直通の近郊鉄道。
  - ニューアーク・ライトレール（Newark Light Rail）：ニュージャージー・トランジットのバス運営の一部として市街中心地で運営されるライトレール。

## 治安
ニューアークは、1996年にモーガン・クイットノー社（Morgan Quitno）の調査で「全米で最も危険な都市」とされたことがあった（2位アトランタ、3位セントルイス）。近年では、プルデンシャル・センター等の市街地再開発の成果も出てきており、治安は多少は回復しているものの、依然として犯罪発生率は高い（上記モーガン・クイットノー社の2005年の調査では23位）。特に車両盗難率は全米ワースト1である。特にニューアーク国際空港付近は治安の面では悪名が高い。アフリカン・アメリカンやヒスパニック系の貧困層が多く住み、住民の平均所得が全米平均の30％程度と、付近がスラム化しているためである。

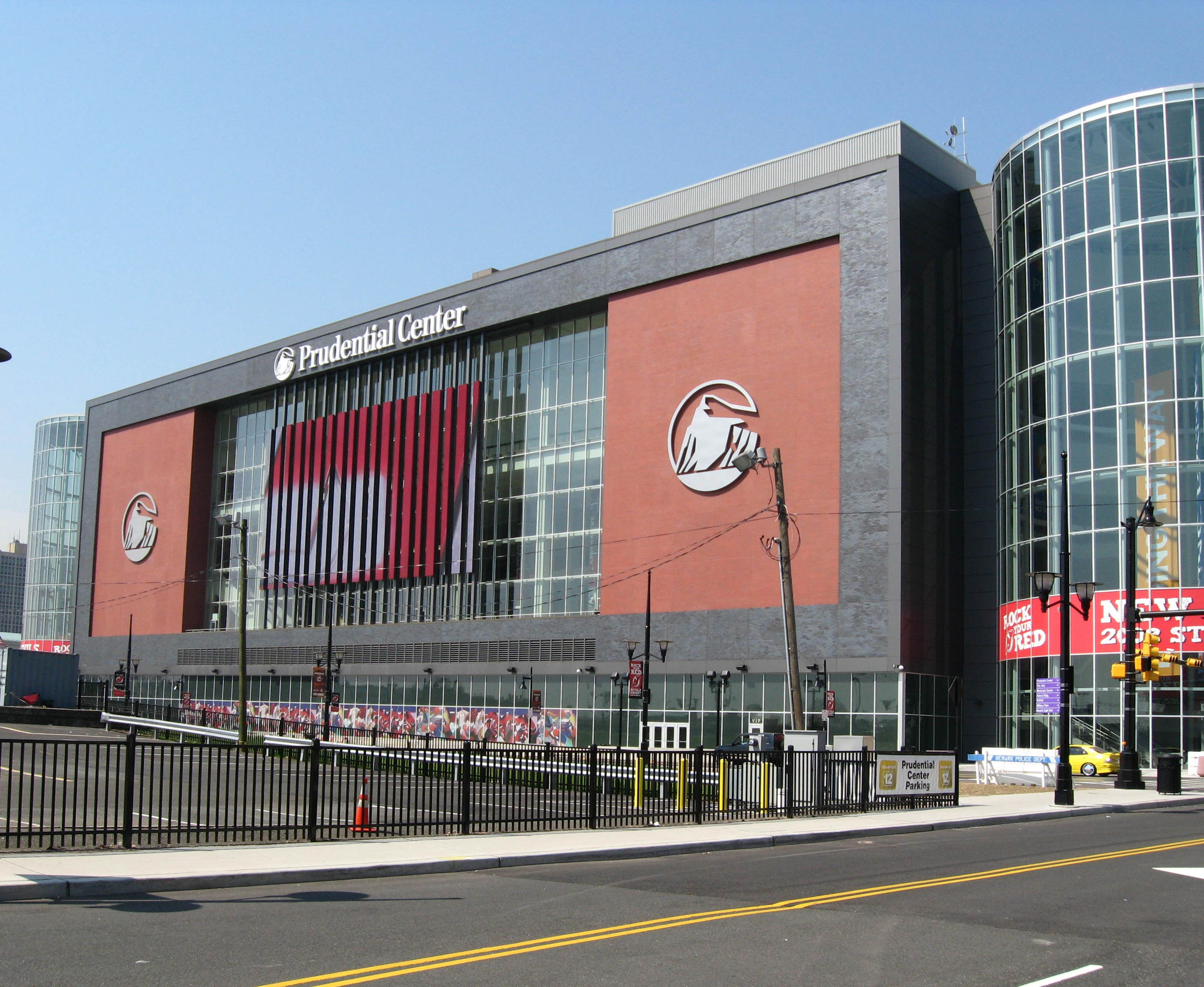
プルデンシャル・センター

## 観光
- ニューアーク博物館（英語版）
  - ジョン・バランタイン邸（英語版）
- ニュージャージー・パフォーミングアーツ・センター（英語版） （NJPAC）
- ニュージャージー歴史協会（英語版）
- ニューアーク・シンフォニーホール（英語版）
- プルデンシャル・センター（英語版）
- ニューアーク公共図書館（英語版）
- ナショナル・ニューアーク・ビルディング（National Newark Building）
- イレブン80（Eleven 80）
- ニュージャージー・ユダヤ博物館（英語版）
- アルジャイラ現代美術センター（英語版）

2013年、アメリカの大手旅行誌がまとめた「旅行者に不愛想で優しくない街」の調査ランキングでトップになった。

## 主な出身者
- サラ・ヴォーン（ジャズ歌手）
- アル・ヘイグ（ジャズピアニスト）
- ポール・サイモン（シンガーソングライター、サイモン&ガーファンクル）
- ポール・オースター（小説家、詩人）
- ウェイン・ショーター（ジャズサクソフォーン奏者）
- テッド・シュローダー（テニス選手）
- シャキール・オニール（バスケットボール選手）
- クィーン・ラティファ（ラッパー、歌手、女優）
- ブライアン・デ・パルマ（映画監督、脚本家）
- リッツ兄弟（コメディアン）